# Siegfried Hartmann (Regisseur)
Siegfried Hartmann (* 15. Oktober 1927 in Liegnitz, Provinz Niederschlesien; † 17. März 2025 in Berlin) war ein deutscher Filmregisseur und Drehbuchautor, der vor allem für seine Märchenverfilmungen bekannt war.

## Leben und Wirken
Als Jugendlicher wurde er gegen Ende des Zweiten Weltkriegs in den Reichsarbeitsdienst einbezogen, nur kurze Zeit später in die deutsche Wehrmacht. Im Mai des Jahres 1945 wurde er ein Kriegsgefangener der US-amerikanischen Truppen, wurde jedoch wegen seines jugendlichen Alters bald wieder in die Freiheit entlassen. Bis 1948 absolvierte er eine Ausbildung beim Landesnachrichtenamt der DDR in Sachsen-Anhalt, zwei Jahre zuvor hatte er sich bei dessen Vorgängerorganisation als Volontär beworben. 1949 ließ er sich im DEFA-Nachwuchsstudio zum Regisseur ausbilden.
Seine ersten Erfahrungen im Film sammelte Hartmann von 1951 bis 1957 als Regieassistent. Er arbeitete in dieser Zeit unter anderem mit Regisseuren wie Kurt Maetzig, Karl Paryla, Slatan Dudow und Wolfgang Staudte zusammen. 1953 wirkte er an der populären Märchenfilm-Produktion Die Geschichte vom kleinen Muck mit. 1957 erhielt Hartmann einen Vertrag als Regisseur für die DEFA. Im Jahr darauf gab er sein Debüt als Drehbuchautor und Regisseur mit dem Kinderfilm Fiete im Netz. 
In den kommenden Jahrzehnten etablierte sich Siegfried Hartmann als einer der wichtigsten Kinderfilmregisseure der DEFA. Es entstanden die Märchenfilme Das Feuerzeug (1959), Hatifa (1960), Die goldene Gans (1964) und Schneeweißchen und Rosenrot (1979). Die DEFA-Stiftung würdigte Hartmanns Märchenproduktionen in einem Nachruf auf Hartmann als „Leuchttürme des Märchenfilmschaffens in der deutschen Filmgeschichte“.
Mitunter drehte Hartmann auch Kriminalfilme wie Flucht ins Schweigen (1966) oder 12 Uhr mittags kommt der Boß (1968). Mit Das verhexte Fischerdorf (1962) erprobte er sich auf dem Gebiet der Filmkomödie.
Ab den 1980er Jahren war Hartmann nur noch als Drehbuchautor aktiv, vor allem für das DDR-Fernsehen. Er arbeitete dabei unter anderem unter dem Pseudonym Wolfgang Lindner. Mit der Abwicklung der DEFA endete seine filmische Laufbahn, die Drehbücher über die Brüder Grimm und eine Literaturverfilmung nach Wilhelm Hauff blieben mangels Produzenten nicht realisiert. Hartmann starb im März 2025 im Alter von 97 Jahren in Berlin.

## Filmografie (Auswahl)
- 1957: Fiete im Netz
- 1958: Fahrerflucht (Drehbuch)
- 1959: Das Feuerzeug
- 1960: Hatifa
- 1962: Das verhexte Fischerdorf
- 1964: Die goldene Gans
- 1966: Flucht ins Schweigen
- 1968: 12 Uhr mittags kommt der Boß
- 1973: Der kleine Kommandeur
- 1979: Karlchen, durchhalten!
- 1979: Schneeweißchen und Rosenrot
- 1984: Und laß dir kein Unrecht gefallen (Drehbuch)
- 1988: Rapunzel oder Der Zauber der Tränen (Drehbuch)